# Jacqui Katona
Jacqui Katona és una aborigen australiana de cultura occidental que va liderar la campanya per aturar una mina d'urani al Territori del Nord (Austràlia). El 1998 el seu poble, els mirrar, al costat de grups ecologistes, van emprar tàctiques de desobediència civil pacífica per provocar un dels boicots més importants de la història d'Austràlia. Katona va rebre el premi de medi ambient Goldman de 1999, compartit amb Yvonne Margarula, en reconeixement pels seus esforts per protegir el seu país i la seva cultura de l'amenaça de les mines d'urani.